# Saison 4 des 100
Chronologie
Saison 3 Saison 5
La quatrième saison des 100 (The 100), série télévisée américaine, est constituée de treize épisodes diffusée du 1er février 2017 au 24 mai 2017 sur The CW, aux États-Unis.

## Synopsis
Maintenant qu'A.L.I.E. a été détruite, les Natifs sont redevenus méfiants envers les Skaikru, et notamment la Nation des Glace qui tente un autre coup d'État. Clarke prévient ses amis, ils ont six mois pour trouver comment survivre à l'entrée en fusion des réacteurs nucléaires qui n'ont pas été détruits par l'apocalypse. Alors que des alliances se forment entre clans, la course contre la vague mortelle de radiations appelée « Praimfaya » commence mais les guerres entre Natifs et Skaikru mettent en péril la survie des humains.

## Distribution

### Acteurs principaux
- Eliza Taylor-Cotter (VF : Karine Foviau) : Clarke Griffin
- Paige Turco (VF : Emmanuèle Bondeville) : Abigail « Abby » Griffin
- Bob Morley (VF : Alexandre Guansé) : Bellamy Blake
- Marie Avgeropoulos (VF : Alice Taurand) : Octavia Blake
- Devon Bostick (VF : Donald Reignoux) : Jasper Jordan (épisodes 1 à 11)
- Christopher Larkin (VF : Adrien Larmande) : Monty Green
- Lindsey Morgan (VF : Daniela Labbé-Cabrera) : Raven Reyes
- Richard Harmon (VF : Alexis Tomassian) : John Murphy
- Zach McGowan (VF : Jérémie Covillault) : Roan, le roi de la Nation des Glaces (épisodes 1 à 10)
- Isaiah Washington (VF : Jean-Paul Pitolin) : Thelonious Jaha
- Henry Ian Cusick (VF : Bruno Choël) : le chancelier Marcus Kane

### Acteurs récurrents
- Chelsey Reist (VF : Nastassja Girard) : Harper McIntyre
- Jarod Joseph (VF : Romain Altché) : Nathan Miller
- Sachin Sahel (VF : Stéphane Fourreau) : Eric Jackson
- Adina Porter (VF : Maïk Darah) : Indra
- Luisa D'Oliveira (VF : Olivia Luccioni) : Emori
- Jessica Harmon (VF : Armelle Gallaud) : Niylah
- Tasya Teles (VF : Ludivine Maffren) : Echo
- Nadia Hilker (VF : Léovanie Raud) : Luna
- Chai Romruen (VF : Jean-Rémi Tichit) : Illian
- Tati Gabrielle (VF : Youna Noiret) : Gaïa
- Ben Sullivan (VF : Franck Sportis) : Riley

### Invités
- Erica Cerra : A.L.I.E/Becca (épisodes 2, 9 et 11)
- Ricky Whittle : Lincoln (épisode 6 ; flashback)
- Michael Beach : Charles Pike (épisode 6 ; flashback)
- Eli Goree : Wells Jaha (épisode 9)

## Production

### Développement
Le 11 mars 2016, la chaîne a renouvelé la série pour cette quatrième saison.

### Attribution des rôles
En août 2016, Chai Romruen a obtenu un rôle récurrent lors de cette saison.

### Diffusions
Aux États-Unis, la saison a été diffusée  du 1er février 2017 au 24 mai 2017 sur The CW.
Au Canada, elle été diffusée sur Netflix, le lendemain de la diffusion américaine.
En France, elle a été diffusée à partir du 12 décembre 2017 sur Syfy France.

## Liste des épisodes

### Épisode 1:Échos
- États-Unis : 1er février 2017 sur The CW[5]
- Canada : 2 février 2017 sur Netflix
- France : 12 décembre 2017 sur Syfy France[6]

- États-Unis : 1,21 million de téléspectateurs[7] (première diffusion)

Clarke fait part à Bellamy de l'avertissement d'ALIE : le cœur des centrales nucléaires va bientôt entrer en fusion et éradiquera le reste de l'humanité dans environ six mois. Parallèlement une autre menace se profile, les clans désignent les Skaikru comme responsable de la mort de Natifs dans la Cité des Lumières.
Profitant des évènements, la Nation des Glaces, menée par Echo, s'empare de Polis. Alors qu'une guerre politique se met en place, les protagonistes doivent trouver la solution qui permettrait à l'humanité d'avoir une chance de survivre à la prochaine vague de radiation. Les Skaikru se soumettent à Echo et Jaha rend le corps d'Ontari à la Nation des Glaces mais c'est une ruse pour accéder à Roan, blessé par balles. Dans le but de le sauver afin qu'il honore le serment de Lexa et qu'il épargne le clan des Skaikru. Une fois sauvé, Echo soumet à son roi l'idée de tuer Wanheda (Clarke) pour prendre le pouvoir total.
Pour plaider sa cause et sauver tout le monde, Clarke lui révèle la vérité sur la tempête à venir et lui remet la Flamme. Ainsi, il se pose en gardien du trône et reconnaît le 13e clan dans la coalition. Tandis qu'Abby, Kane et Octavia restent à Polis pour épauler un roi à l'autorité fragile, Clarke et Bellamy rentrent à Arkadia pour tenter de trouver une solution.

### Épisode 2:Une couronne lourde à porter
- États-Unis : 8 février 2017 sur The CW
- Canada : 9 février 2017 sur Netflix
- France : 12 décembre 2017 sur Syfy France[6]

- États-Unis : 1,01 million de téléspectateurs[8] (première diffusion)

Ilian, un Natif sous l'influence d'ALIE, a tué toute sa famille pour convaincre sa mère de prendre la puce. Soudain, ALIE est détruite juste avant que sa mère ne meurt et lui fait promettre de les venger. Dorénavant, il fait partie du clan de Raphael, ambassadeur de Trishanakru qui veut provoquer en duel Roan et prendre sa place. Echo, qui ne fait pas confiance au Skaikru, demande à aller enquêter à Arkadia.
Abby, Octavia et Marcus sont restés à Polis pour protéger le roi Roan. Celui-ci se remet difficilement de ses blessures et la victoire au duel est loin d'être assurée. Octavia et Marcus tentent de raisonner Raphael mais sans succès. Durant la nuit, Octavia se rend discrètement chez l'ambassadeur et l'assassine en maquillant sa mort d'une façon naturelle, mais Ilian, Kane et Echo ne sont pas dupes.
Pendant ce temps, Clarke et Bellamy sont retournés à Arkadia afin de trouver une solution contre la menace nucléaire imminente. Grâce à Monty, une solution pour sauver un nombre important de la population est trouvée : il pense à restaurer Arkadia pour se protéger des radiations mais de nombreuses réparations sont à prévoir, Raven a peu d'aide car Clarke cache la vérité au reste de la population pour éviter la panique.
Une équipe formée de Bellamy, Monty, Harper, Miller et Bryan se rend dans l'épave de la station agricole pour retrouver un générateur hydraulique. Mais les lieux sont occupés par des Natifs d'Azgeda qui les capturent, cependant le sceau de Roan les rend plus conciliant et l'équipe peut prendre le dispositif.
Toutefois, ils découvrent que des survivants de la station sont réduits en esclavage et votent pour savoir quelle attitude adopter, ce qui provoque des tensions entre Miller et Bryan. Ils se servent du générateur pour créer une explosion et libérer les prisonniers. Tout le monde rentre à Arkadia mais sans machine pour créer de l'eau. Raven estime que seul 100 personnes sur une population de 500 peut survivre dans l'Arche.

### Épisode 3:Les Quatre Cavaliers
- États-Unis : 15 février 2017 sur The CW
- Canada : 16 février 2017 sur Netflix
- France : 19 décembre 2017 sur Syfy France[6]

- États-Unis : 1,05 million de téléspectateurs[9] (première diffusion)

À Arkadia, Luna, Niko et une poignée de Natifs survivants, y compris des enfants, viennent demander de l'aide pour se soigner. Selon Niko, ils ont tous été gravement irradiés par des poissons car la mer est couverte de poissons morts. Cela inquiète Raven qui, après quelques recherches, constate qu'ils ont en fait deux mois pour réparer l'arche et non six. Entretemps, John est revenu à Arkadia afin de voler des provisions pour Emori et lui, la forêt est mystérieusement vide d'animaux et insectes. Il surprend une conversation entre Abby et Raven sur le rationnement et la tempête à venir. Raven refuse de donner le peu de médicaments anti-radiation restant pour sauver les enfants. John les vole et les donne à Abby qui en donne un en guise de test. Mais cela n'est pas suffisant et Adria, la jeune fille irradiée meurt. John retrouve Emori et lui annonce qu'ils vont se rendre utile à Arkadia pour survivre. 
Parallèlement, Jaha convainc Bellamy et Clarke de l'accompagner à la recherche de l'emplacement d'un bunker appartenant à une secte survivaliste. Mais cet espoir est balayé quand ils forcent l'entrée et se rendent compte que le site n'est pas viable. Plus tard, Clarke, qui repoussait le moment, fait la liste des cent personnes qui iront sur l'Arche mais ne peut se résoudre à noter le sien. Bellamy, en fidèle ami et lieutenant, s'en occupe.
À Polis, Roan vient demander l'aide d'Octavia pour retrouver la Flamme qui lui a été dérobé. Il convient avec Indra qu'elle l'a bien entrainé, les Natifs l'appellent Skairipa (la mort venue du ciel). Octavia soupçonne les Gardiens de la Flamme et en effet, l'une d'eux l'a en sa possession. Octavia s'apprête à la tuer mais Indra l'en empêche car la Gardienne est sa fille Gaïa. Cependant Ilian et certains Natifs, détruisant toutes traces de technologies, investissent le sanctuaire de la Flamme et pensent la détruire. Mais c'était une ruse d'Octavia qui permet à la jeune fille de fuir et elle remet une Flamme détruite ainsi que la tête d'un pillard qu'elle blâme pour cela à Roan.

### Épisode 4:Un mensonge bien gardé
- États-Unis : 22 février 2017 sur The CW
- Canada : 23 février 2017 sur Netflix
- France : 19 décembre 2017 sur Syfy France[6]

- États-Unis : 1 million de téléspectateurs[10] (première diffusion)

Marcus retire Octavia de sa garde rapprochée, il lui reproche son manque de discernement quant à la destruction de la Flamme et les morts qu'elle a causés. Il est convoqué par le roi Roan qui lui demande où en est Clarke au sujet de l'apocalypse nucléaire. Marcus explique qu'ils leur faut du temps. C'est à ce moment-là qu'Echo arrive avec Bellamy et son équipier Stephens qu'elle égorge. Echo dit que les Skaikru sont en train de réparer l'Arche pour en faire un abri anti-radiation et qu'en plus de cela, ils ont avec eux, une jeune femme au sang d'ébène. Marcus explique que c'est une solution de secours et qu'Abby est partie sur l'île d'Alie avec Luna afin d'utiliser et de synthétiser son sang pour la survie de tout le monde. Roan croit à une volonté des Skaikru d'imposer un nouveau souverain, il décide alors de rompre l'alliance et part en guerre contre le clan des Trikru et Skaikru. Roan ordonne la capture d'Octavia et d'Indra ainsi que la mort de tous les Trikru présents dans la ville de Polis. Octavia découvre horrifiée les corps sans vie des Trikru dans leur ambassade et apprend qu'Indra est partie prévenir son peuple. Elle part elle-même alerter Arkadia.
Abby, Luna, John, Emori, Raven, Jackson et les autres arrivent sur l'île mais des drones les attaquent quand ils pénètrent le périmètre sécurisé du laboratoire de Becca. Niko est tué en voulant protéger Luna qui fuit, celle-ci ne voulant plus aider les Skaikru ayant perdu foi en l'humanité. Tandis que tous cherchent à s'abriter des attaques aériennes, Raven finit par la convaincre de revenir aider le reste de l'équipe. Luna lui explique que ce n'est pas son sang qui la définie mais son cœur. Grâce à elle, Raven arrive à pirater l'un des drones afin que les autres arrêtent de tirer. Ils parviennent enfin dans le laboratoire de Becca qui est étincelant de promesses.
À Arkadia, Jasper et Monty décident de faire une blague à Clarke dans le bureau du chancelier. C'est alors que Jasper découvre la liste des 100 noms qui seront sauvés. Jasper tente de faire une annonce mais est stoppé par Clarke qui le neutralise avec un taser et le confine en cellule. Monty n'accepte pas les arguments de Clarke sur les raisons de la liste et finit par tout révéler. Une émeute est sur le point d'éclater, Clarke ne sachant pas comment résoudre ce dilemme. Jaha arrive à la stopper en proposant que tout le monde travaille à restaurer l'Arche et qu'à la fin, un tirage au sort des 100 qui survivront, soit fait.
De son côté, Octavia est poursuivie par Echo qui veut la capturer mais elle ne veut pas céder. Il s'ensuit un combat dans lequel Octavia, blessée au ventre, tombe d'une falaise dans une rivière et est laissée pour morte par la guerrière Azgeda qui rend hommage à son ennemie. Roan vient avertir Marcus et Bellamy qu'il va s'emparer de l'Arche tandis que Echo, peinée, annonce la mort d'Octavia en jetant son épée brisée au sol. Bellamy est bouleversé par cette nouvelle. 

### Épisode 5:Dans la poudrière
- États-Unis : 1er mars 2017 sur The CW
- Canada : 2 mars 2017 sur Netflix
- France : 26 décembre 2017 sur Syfy France[6]

- États-Unis : 1,02 million de téléspectateurs[11] (première diffusion)

Octavia est trouvée sur le rivage par Ilian. Celui-ci l'amène à Arkadia où Clarke la sauve. Octavia prévient Clarke que les Azgeda sont en marche pour livrer bataille.
Pendant ce temps-là, Abby et Jackson cherchent à synthétiser le sang de Luna sans succès. C'est alors que Raven a une hallucination dans laquelle elle se voit flotter. Son vrai corps est pris de convulsions et Abby la sauve de justesse.
Clarke bénéficiant de l'effet de surprise attend Roan sur le chemin les menant à Arkadia. Elle lui demande un entretien. Dans cet entretien, il est décidé qu'ils vont partager l'Arche entre le clan Azgeda et d'Arkadia.
Bellamy et Echo empêche un Riley traumatisé par son expérience de prisonnier de tuer Roan.
À la suite des convulsions de Raven, Abby décide de lui faire passer un scan. Il s'avère que lorsque Raven a absorbé la pastille d'ALIE puis l'a détruite grâce à l'IEM, son cerveau a subi un genre de mise à jour, lui permettant d'augmenter sa propre intelligence et d'avoir accès au cerveau de Becca. C'est celle-ci qui lui a envoyé l'hallucination permettant de comprendre qu'il faut qu'ils aillent dans l'espace pour créer du sang d'ébène. Celui-ci se créera avec une gravité zéro. Grâce aux connaissances de Becca, Raven découvre une fusée pouvant permettre cette création. Malheureusement, Raven a aussi subi une attaque cérébrale et elle risque à force de faire surchauffer son cerveau de mourir. Jackson s'inquiète également de l'état d'Abby qui a elle aussi subi L'IEM mais refuse le scan.
Pendant ce temps, Ilian, qui s'est infiltré dans Arkadia, décide de détruire l'Arche dans le but de venger sa famille morte à cause d'A.L.I.E et donc des Skaikru. Octavia se réveille et comprend qu'Ilian va commettre l'irréparable. Niylah et elle arrivent trop tard : les serveurs et la salle des machines font exploser l'Arche.
Clarke, Bellamy, Roan, Echo et Marcus arrivent à Arkadia qui est en proie aux flammes. Ils demandent ce qui s'est passé mais personne n'a de réponse. Ilian sort de l'Arche en portant Octavia et Nylah. Bellamy  se rend auprès d'Octavia et apprend de sa bouche la culpabilité d'Ilian.

### Épisode 6:Nous renaîtrons
- États-Unis : 15 mars 2017 sur The CW
- Canada : 16 mars 2017 sur Netflix
- France : 26 décembre 2017 sur Syfy France[6]

- États-Unis : 980 000 téléspectateurs[12] (première diffusion)

Ilian est enfermé dans une cellule. Les survivants s'entraident tant bien que mal et un groupe de dissidents décident de tuer Ilian. Ils y arrivent presque lorsque Marcus débarque avec un groupe armé pour les en empêcher.
Raven effectue une simulation de décollage où elle échoue lamentablement. Le laboratoire attend l'hydrazine de l'Arche pour pouvoir décoller.
Sur l'Arche, alors qu'un bilan des ressources est effectué, Clarke part avec Bellamy et Roan sur l'île pour amener le carburant nécessaire. Marcus reste pour protéger ce qui reste de l'Arche. À Polis, beaucoup d'habitants ont déserté à la suite de l'annonce de l'arrivée de Praimfaya (la nouvelle tempête de radiation nucléaire).
Raven s'acharne en simulation et rate à chaque fois. John lui dit de faire une pause mais ça ne fait qu'enrager Raven. Luna la stoppe et la calme. Par la suite, John propose à Raven de piloter elle-même la navette à la place de l'ordinateur.
Sur la route qui les mène vers l'île, le convoi de Clarke et Bellamy s'arrête car un groupe de Trikru se trouve en plein milieu. Ils ont un blessé que Clarke ne peut pas soigner. Au moment de redémarrer, un enfant remarque qu'il y a des Azgedas dans le convoi. Le convoi prend la fuite mais se retrouve confronté à un cours d'eau infranchissable pour leurs camions.
Bellamy et Roan partent donc à la recherche d'un chemin praticable. Le reste du convoi a disparu. Bellamy et Roan pensent que c'est le groupe de Trikru qui l'a pris pour aller à Polis, mais ils finissent par comprendre que ce sont les hommes de Roan qui l'ont fait. Ils réussissent à les récupérer et arrivent à destination. Malheureusement, ils constatent qu'une flèche du clan Trikru a percé un baril.

### Épisode 7:La Pluie radioactive
- États-Unis : 22 mars 2017 sur The CW
- Canada : 23 mars 2017 sur Netflix
- France : 2 janvier 2018 sur Syfy France

- États-Unis : 900 000 téléspectateurs[13] (première diffusion)

Octavia s'est enfuie et Ilian a été relâché par Jaha. Il suit Octavia jusqu'à ce qu'ils se fassent surprendre par la pluie noire. Les habitants de l'Arche le sont aussi et c'est la cohue pour se réfugier alors que Bellamy vient tout juste de rentrer. Harper, fuyant, laisse quelqu'un dehors secouru par Jaha et Kane. Un père et son fils (un des 100) sont coincés en dehors de l'Arche et Bellamy rafistole une vieille tenue Azmat censée le protéger des radiations, mais elle s'avère inefficace. Il part à la recherche des deux hommes avec le 4x4 mais ce dernier s'embourbe et Bellamy se retrouve coincé. Kane lui interdit de mettre sa vie davantage en danger; Bellamy est effondré à l'idée de ne pouvoir sauver personne.
Octavia et Ilian ont trouvé une grotte pour s'abriter contenant un peu d'eau fraîche qui permet de les calmer ainsi que leur cheval. Dans la grotte, Octavia fait face à son vide intérieur depuis la mort de Lincoln et veut en finir en se jetant sous la pluie. Ilian l'en empêche puis les deux jeunes gens font l'amour. Après la pluie, Ilian retourne chez lui et propose à Octavia de l'accompagner, ce qu'elle finit par accepter.

### Épisode 8:Foi et Confiance
- États-Unis : 29 mars 2017 sur The CW
- Canada : 30 mars 2017 sur Netflix
- France : 2 janvier 2018 sur Syfy France

- États-Unis : 970 000 téléspectateurs[14] (première diffusion)

Le natif que Clarke et les autres ont enfermé dans la chambre de radiation meurt dans d'atroces souffrances, réduisant un peu plus les espoirs du groupe. Très vite, ils réalisent qu' Emori leur a menti et qu'elle ne le connaissait pas, mais qu'elle l'a juste dénoncé pour échapper au test. Découverte, la jeune femme tente alors de briser la chambre de radiation avant d'être stoppée par Roan et désignée comme prochaine victime des expériences pour sauver l'humanité. Malgré le refus de Murphy, Abby et Clarke décident de sacrifier Emori. Raven s'y oppose également, leur rappelant qu'ils sont en train de commettre des actes qu'ils condamnaient au Mont Weather. Finalement, Clarke décide de se sacrifier et s'injecte elle-même le sang d'ébène provenant de Luna à la place d'Emori. Abby, refusant que sa fille prenne le risque de mourir à son tour, détruit la machine.
Pendant ce temps, Jaha a une véritable révélation en entendant une prière de Niylah. Il comprend alors qu'un autre refuge existe et que celui qu'il avait découvert avec Clarke et Bellamy n'était qu'un leurre. Sûr de lui, il décide de se rendre à Polis aux côtés de Kane et de Monty afin de trouver Gaïa, la nouvelle Gardienne de la Flamme. Elle leur annonce que la prière est inscrite sur la tombe du 1er Commandant. Ensemble, ils commencent à chercher ce qui pourrait déclencher l'ouverture du bunker. Monty parvient à interpréter correctement la prière et ouvre alors un espoir de survie pour toute la race humaine.

### Épisode 9:Adieux
- États-Unis : 26 avril 2017 sur The CW
- Canada : 27 avril 2017 sur Netflix
- France : 9 janvier 2018 sur Syfy France

- États-Unis : 810 000 téléspectateurs[15] (première diffusion)

A Arkadia, motivés par Jaha, les Skaikrus se préparent à partir pour le bunker mais le groupe de Jasper refuse tout de même de se joindre à eux, préférant en finir; Harper se joint à eux, fatiguée de lutter constamment pour survivre. Jaha et Bellamy tentent vainement de les convaincre de partir. Monty finit par rester avec les damnés par amour pour Harper.
A Polis, Clarke et Roan apprennent qu'Indra ne compte pas laisser les Azgeda investir le bunker sans d'abord entrer en guerre contre eux. Clarke cherche alors une solution pour apaiser les tensions et permettre à tout le monde de pouvoir survivre. Elle prétend auprès de Gaia être le futur Commandant mais Roan interrompt la cérémonie et à la place convoque un conclave; chaque peuple désignera un champion et tous se battront, le survivant et son peuple prendront possession du bunker.

### Épisode 10:Mourez dans la joie
- États-Unis : 3 mai 2017 sur The CW
- Canada : 4 mai 2017 sur Netflix
- France : 16 janvier 2018 sur Syfy France

- États-Unis : 850 000 téléspectateurs[16] (première diffusion)

Le jour du conclave final est arrivé : chaque clan va envoyer un champion se battre pour décider quel peuple pourra aller dans le bunker. Octavia étant celle du Skaikru, Roan celui d' Azgeda ; Ilian surprend Octavia en étant celui de son clan et Luna surprend tout le monde en décidant de participer au conclave bien qu'elle n'ait plus de clan. Elle annonce qu'elle veut gagner pour que personne n'ait accès au bunker, ce qui inquiète Clarke et le chancelier Jaha. Kane et Bellamy vont voir Octavia qui se prépare au combat. Ils lui conseillent de se cacher pour n'affronter que le dernier combattant, puis retournent dans la tour pour assister au conclave.
Le tournoi débute: Roan élimine rapidement deux champions dont celui du Trikru au grand dam d'Indra. Luna débusque Octavia et la blesse mais Skairipa parvient à fuir. Ilian la retrouve et lui propose une alliance telle celles que d'autres champions ont faites mais elle refuse. 
Pendant ce temps, Kane se rend compte qu'Echo a pénétré dans l'arène en se faisant passer pour un champion et commence à tuer à l'arc des combattants. Bellamy y part aussi à la nuit tombée.
Octavia se trouve encerclé par trois champions mais est finalement épaulé par Ilian. Ils les battent mais Ilian se fait transpercer la gorge par une flèche d'Echo. A sa demande, Octavia abrège ses souffrances.
Bellamy intervient à temps pour empêcher Echo de tuer Octavia tandis que Roan les découvre. Il refuse l'aide d'Echo, voulant se battre avec honneur et la bannie de sa Nation. Octavia entend Bellamy expliquer combien il est chanceux de l'avoir pour sœur.
Les champions ne sont plus que quatre, Roan et Octavia s'unissent contre Luna qui entre-temps tue la dernière championne. La lutte s'engage entre les trois mais la pluie noire fait fuir Octavia. Luna parvient à se rendre maître de Roan et le noie. Octavia ruse et gagne finalement le combat tuant Luna.
- Départ de l'acteur Zach McGowan.

### Épisode 11:De l'autre côté
- États-Unis : 10 mai 2017 sur The CW
- Canada : 11 mai 2017 sur Netflix
- France : 23 janvier 2018 sur Syfy France

- États-Unis : 860 000 téléspectateurs[17] (première diffusion)

Octavia a gagné le conclave et elle a promis aux clans que chacun aurait droit à cent places dans le bunker. Apprenant cela, Jaha et Clarke refusent toujours d'ouvrir la trappe du bunker car ils préfèrent sauver les 400 skaïkru qui sont déjà à l'intérieur, quitte à sacrifier Octavia, Kane et Raven. Bellamy veut sauver sa soeur mais Jaha décide de l'en empêcher et le fait enfermer, plaçant les autres face à un dilemme : doivent-ils privilégier leur propre peuple et laisser mourir les autres, ou condamner 300 d'entre eux pour que les autres clans aient aussi une place dans le bunker?
A Arkadia, Monty s'est doté d'une tenue anti-radiation et en a préparé deux autres mais personnes ne veut le suivre au bunker, y compris Harper qui lui affirme qu'elle ne l'aime pas assez pour vouloir survivre. Riley ayant fait une overdose fatale à la suite de la prise du thé hallucinogène de Jasper, tous décient de suivre cette voie et d'accomplir un suicide collectif. Monty assiste impuissant  à l'agonie de son meilleur ami Jasper; il découvre Harper, en vie, près du Rover, elle lui avoue son amour.
Sur l'île, Raven, aidée de l'hallucination de Becca bricole une combinaison spatiale quant à la crise. A son réveil, elle découvre une hallucination de Sinclair qui la convainc de ne pas cesser de lutter pour vivre. Elle décide d'arrêter son coeur pour purger son cerveau des derniers codes d' ALIE. Ayant survécu, elle appelle ses amis.
Dans le temple, Octavia est convaincue que Bellamy va réussir à ouvrir la porte du bunker. Celui-ci est enfermé et épaulé par Abby pour parvenir à rejoindre la surface. Jaha est endormi par cette dernière et elle déverouille l'accès au sas et à la porte pour Bellamy. Clarke tente de l'en empêcher mais ne peut se résoudre à le tuer.
La porte s'ouvre, Octavia et Bellamy s'étreignent pour la 1ere fois depuis longtemps.
- Départ de l'acteur Devon Bostick.

### Épisode 12:Les Élus
- États-Unis : 17 mai 2017 sur The CW
- Canada : 18 mai 2017 sur Netflix
- France : 30 janvier 2018 sur Syfy France

- États-Unis : 830 000 téléspectateurs[18] (première diffusion)

Chaque clan a choisi ses 100 membres qui seront sauvés pour rester dans le bunker et expulse les Skaikru. Jaha et Kane ne sont pas d'accord, le 1er veut sauver tout leur peuple tandis que le second respecte le choix d'Octavia. Cette dernière sauve Nylah du lynchage par les Skaikrus. 
Une loterie est donc décidée pour les adultes, tous les enfants sont d'office sauvés. Abby annonce à Kane qu'elle laisse sa place à un autre. Jaha conspire avec un père pour prendre les fermes d'assaut en guise de monnaie d'échange et que tous survivent mais Kane arrive à le convaincre qu'il a déjà sauvé l'humanité avec les 1100 Natifs. Ils gazent le Skaikru et s'appuient sur la liste de Clarke pour choisir les 100 survivants. Kane choisit de sauver Abby.
Quelques heures avant, Bellamy et Clarke se chargent de sauver Raven. Ils sont rejoints par Emori et Murphy qui doutent de leur chances de faire partie des 100 et espèrent s'abriter dans le bunker de l'île. En chemin, ils tombent dans le piège de Natifs qui veulent voler leurs tenues anti-radiation. Echo, qui les avaient suivis, les sauve et leur demande de l'emmener avec eux vers le bunker. Monty et Harper viennent ensuite les récupérer, leur camion ayant été endommagé dans l'attaque.

### Épisode 13:Praimfaya
- États-Unis : 24 mai 2017 sur The CW
- Canada : 25 mai 2017 sur Netflix
- France : 6 février 2018 sur Syfy France

- États-Unis : 910 000 téléspectateurs[19] (première diffusion)

Raven, Bellamy, Clarke, Murphy, Emori, Écho, Monty et Harper n'ont plus le temps pour retourner au bunker. Ils ont donc décidé de quitter la Terre, menacée par le Praimfaya, avec le vaisseau de Becca. Suivant les instructions de Raven, chacun a sa mission à mener à bien pour le décollage de la navette. Monty et Murphy vont récupérer un oxygénateur dans la maison de Becca mais ils ont des ennuis et Murphy ramène seul l'appareil. Clarke et Bellamy doivent aller à la tour de communication satellite afin de réactiver l'Arche. Cependant Bellamy doit se rendre auprès de Monty et laisse Clarke s'en charger seule. Clarke doit relancer le courant électronique de l'Arche à distance pour qu'ils puissent y pénétrer une fois arrivés dans l'espace mais alors qu'elle règle l'antenne, l'alignement automatique ne répond pas aux commandes et elle est obligée de l'escalader pour le faire manuellement. Cela l'empêche de rejoindre les autres qui décollent vers l'espace sans elle et elle n'a pas d'autre choix que de se réfugier dans le labo de Becca gravement irradiée. 
Elle parvient toutefois à mener sa tâche à bien, permettant aux autres de rejoindre l'Arche et s'y installer.
Dans le bunker, Octavia, épaulée d'Indra, commence à organiser la survie.
Six ans et sept jours plus tard, Clarke est bien vivante grâce au sang d'ébène et tente désespérément de contacter Bellamy dans l'Arche mais en vain. Le bunker également ne répond pas. Elle a recueilli Maddie, une petite fille Sang d'Ebene.